# Command & Conquer: Yuri's Revenge
Command & Conquer: Yuri's Revenge (укр. Командуй і підкорюй: Помста Юрія) — доповнення до відеогри Command & Conquer: Red Alert 2, випущене компанією Westwood Studios 28 вересня 2001 року.
Сюжет пропонує дві кампанії, за Альянс та СРСР, де гравцеві належить протистояти Юрію — радянському телепату, що створив власну армію і прагне підкорити весь світ.

## Ігровий процес
Доповнення надає додаткових бійців і споруди для Альянсу та СРСР і третю сторону конфлікту — армію Юрія, зрадника СРСР.
В армію Альянсу було додано Гвардійців GI (англ. Guardian GI) — укріплену версію стандартизованої піхоти, ефективну проти повітряних загонів, танків (в окопаному вигляді) і піхоти; «Морських котиків» (англ. Navy SEALs) — піхоту, ефективну проти ворожих піхотинців, і додатково озброєну вибухівкою; Бойові фортеці (англ. Battle Fortress) — важкі тихохідні бронетранспортери з дуже потужною бронею, де можна розмістити до п'яти піхотинців; Роботизованих танків (англ. Robot Tank) — високопрохідні танки, невразливі до психічного контролю Юрія, але які вимагають для роботи наявності Центру керування роботами (англ. Robot Control Center).
Радянський союз отримав еквівалент спецагента Тані Адамс — героя Бориса (англ. Boris), здатного викликати авіаудари і легко розправлятися як з піхотою, так і з бронетехнікою; Облоговий вертоліт (англ. Siege Chopper), що атакує супротивника як з повітря, так і з землі; Літак-шпигун (англ. Spy plane), який розвідує територію навколо. Радянському Союзу також було надано Фабрику (англ. Industrial plant), яка зменшує ціну й час замовлення всієї техніки на 25 %, і Бойовий бункер (англ. Battle Bunker), що може вміщувати в собі піхоту. З іншого боку, радянські збройні сили більше не мають Центру клонування, Психомаяка та Юрія, оскільки Юрій та його армія представлені окремою силою.
Армія Юрія має чимало аналогів споруд і військ СРСР, але зосереджена на використанні фантастичних технологій та вирізняється безжальним прагматизмом. Війська: Ініціат, Інженер, «Громила», «Вірус», Клон Юрія, Юрій Прайм; Танк «Батіг», Дрон хаосу, Гатлінг-танк, Мобільний збірний цех, Магнетрон, Контролер розуму; Летючий диск; Транспорт-амфібія, Бомбардувальна субмарина. Чимало юнітів наділені незвичайними властивостями. Так, Ініціати та Клони Юрія і Юрій Прайм атакують ворогів телекінезом, а двоє останніх до того ж можуть захоплювати контроль над противниками, причому Юрій в тому числі над будівлями. Радянські Бойові пси бояться «Громил», а атаки «Вірусів» створюють зараження, що вражає противників навколо убитих ними. Дрон Хаосу розпилює токсин, що змушує противників атакувати всіх навколо (передусім союзників), а Магнетрон жбурляється піднятою в повітря технікою. Крім того армія Юрія володіє специфічними будівлями на додаток до стандартних радянських. Біореактор дозволяє переробляти піхоту на енергію. Рабський рудник може переміщуватися і за допомогою рабів збирати руду в будь-якому місці. Психічний радар виявляє цілі ворожих атак, після якого стає доступним Психічний детектор, який розкриває нерозвідану місцевість раз на декілька хвилин. Гриндер переробляє взятих під контроль противників або союзників на кредити. Психічна вежа автоматично бере під контроль найближчих противників. Клонувальний чан створює безкоштовного клона кожного піхотинця, замовленого в Бараках. Суперзброя Генетичний мутатор перетворює всіх піхотинців у зоні дії на «Громил», а Психічний домінатор бере під контроль усі війська в невеликому радіусі та завдає руйнації будівлям навколо.

## Сюжет
Юрій, радник радянського прем'єр-міністра Олександра Романова і телепат, упродовж подій Red Alert 2 плекав власні плани на світове панування. Маніпулюючи східним і західним блоками держав, він підбурив їх на війну, щоб отримати авторитет і владу. Після поразки радянських сил він безслідно зник. Проте невдовзі після перемоги Альянсу на засіданні в Білому домі президенту США Майклу Дугану доповідають, що Юрій зайняв Алькатрас, де готує якусь зброю. Юрій втручається у телеефір та попереджає, що за кілька хвилин увімкне створену ним по всьому світу мережу пристроїв психодомінаторів, які придушать волю всіх людей, крім нього самого. Дуган наказує атакувати Алькатрас, але тільки один літак досягає цілі та знищує реактор пристрою. Таким чином США опиняються проти цілого світу під контролем телепата.

### Кампанія Альянсу
Альянс знаходить Альберта Ейнштейна і користується його машиною часу, щоб вирушити на кілька місяців у минуле. Проте Юрій перед цим говорить, що це тільки марнування часу. Його армія бере під контроль Голлівуд, де переробляє населення на ресурси, але Альянс під керівництвом генерала Корвіла знищує його базу. Голова корпорації Massivesoft Бінг (пародія на Microsoft і Білла Гейтса) звертається за допомогою: Юрій погрожує знищити штаб-квартиру корпорації в Сіетлі ядерною ракетою, якщо Massivesoft не фінансуватиме його. Хоча Сіетл вдається врятувати, Юрій викрадає Ейнштейна, щоб учений пришвидшив будівництво психодомінаторів.
Спецагент Таня пробирається на секретну базу в Єгипті, звідки визволяє Ейнштейна. Та це виявляється тільки менша з двох баз і Альянс спрямовує в Африку потужні сили, якими усуває загрозу.
Розвідка доповідає про план Юрія викрасти лідерів Альянсу і замінити їх покірними йому клонами. Центр клонування, розміщений і Сіднеї, вдається знищити. Після цього Радянський союз приєднується до Альянсу. Однак Юрій телепатично примушує лейтенанта Єву видати розташування світових лідерів у Лондоні. Альянс спрямовує сили на захист Лондона. Єва вважає, що підвела Альянс і хоче подати у відставку, але Корвіл відмовляє їй. Єва визначає розташування Юрія на базі в Антарктиці, яку штурмують об'єднані сили Альянсу та СРСР.
Юрія беруть в полон та ув'язнюють у Психічному ізоляторі, винайденому Ейнштейном, де телепат не має сили. Оригінальна і змінена лінії часу зливаються. На засіданні в Білому домі в ефір замість Юрія пробивається Корвіл з повідомленням, що історія змінилася на краще. Єва і Таня одночасно запрошують гравця на святкування перемоги. Таня просить Ейнштейна відіслати її на дві години в минуле, щоб випередити Єву.

### Кампанія СРСР
Лейтенант Софія і прем'єр-міністр Романов, ув'язнений в Лондонському Тауері, після знищення психодомінатора в Алькатрасі дізнаються про машину часу та посилають групу бійців захопити її. План вдається, проте на машину часу подається забагато енергії і війська опиняються в епосі динозаврів. Вони охороняють машину від тиранозаврів, поки вона не зарядиться та цього разу опиняються в правильному часі, коли СРСР ще не програв війну. Вони захоплюють базу, звідки успішно нападають на Алькатрас, поки не завершилося будівництво психодомінатора.
Радянські офіцери з майбутнього розповідають Романову цієї гілки історії про зраду Юрія. Той наказує знайти і знищити в Німеччині Хроносферу, тим самими позбавивши Альянс здатності телепортувати війська. Як наслідок Альянс здається і Романов береться знищити Юрія. Альянс виступає проти телепата на боці СРСР.
Після знищення другого психодомінатора в Лондоні літак Романова падає в Марокко. Його вдається відшукати і захистити прем'єр-міністра від військ Юрія. Тим часом Юрій будує підводні човни в Тихому океані. Романов посилає армію на їх знищення. З даних на тамтешній штаб-квартирі стає відомо про базу Юрія на Місяці. Радянські війська вирушають слідом туди на захопленій ракеті та знищують базу.
Юрій ховається в замку в Трансильванії, де бере під контроль базу СРСР і Альянсу. Радянські сили знищують психічні маяки, визволяючи бази. Юрій однак збудував там власну машину часу і заряджає її, щоб змінити історію. Софія придумує перевантажити її, через що Юрій опиняється в часи динозаврів, де на нього нападає тиранозавр.
Світ святкує перемогу комуністів, у Нью-Йорку відбувається парад, а СРСР запускає космічну станцію, з якою планує покорити і всю Сонячну систему.

## Саундтрек
Музику до доповнення написав Френк Клепакі. Саундтрек у 2005 році було видано окремими альбомом.
Command & Conquer Yuri's Revenge (2001):
1. Drok
2. Deciever
3. Bully Kit
4. Defend The Base
5. Phat Attack
6. Tactics
7. Transy L Vania
8. Yuri's Score Theme
9. Credits